# Жигулин, Спартак Владимирович
Спарта́к Влади́мирович Жигу́лин (укр. Спартак Володимирович Жигулін; 25 мая 1971, Макеевка, Украинская ССР, СССР) — советский и украинский футболист, нападающий и тренер.

## Игровая карьера
Футболом начинал заниматься в Макеевке, где свои матчи проводил дубль донецкого «Шахтёра». В 16 лет был замечен для селекционной группы «горняков» и после просмотра был взят в «дубль», за который выступал до 1993 года.
В 1993 перешёл в «Торпедо» (Запорожье), с которым 3 июня 1993 года в игре против киевского «Динамо» (0:4) дебютировал в высшей лиге чемпионата Украины.
Далее выступал в командах «Шахтёр» (Макеевка), СК «Николаев», «Металлург» (Донецк), ФК «Черкассы», «Волгарь-Газпром», «Фортуна» (Шахтёрск), «Монолит» (Константиновка), «Электрометаллург» (Никополь) и «Закарпатье» (Ужгород).

## Тренерская карьера
Находясь в «Закарпатье» с молодёжью. В 2009 году возглавил тренерский штаб команды родного города — «Макеевуголь». Зимой 2015 года руководством «Макеевугля» было принято решение отправить Спартака Жигулина в отставку.
Весной 2015 года Жигулин возглавил ялтинский «Рубин», с которым выступил во Всекрымском турнире в группе Б — 5 побед, 3 ничьи и 1 поражение. В июле 2016 года клуб решил не продлевать контракт с Жигулиным.
18 июня 2018 года назначен главным тренером клуба «Океан» (Керчь) выступающим в Премьер-лиге КФС.